# Fenyőfélék

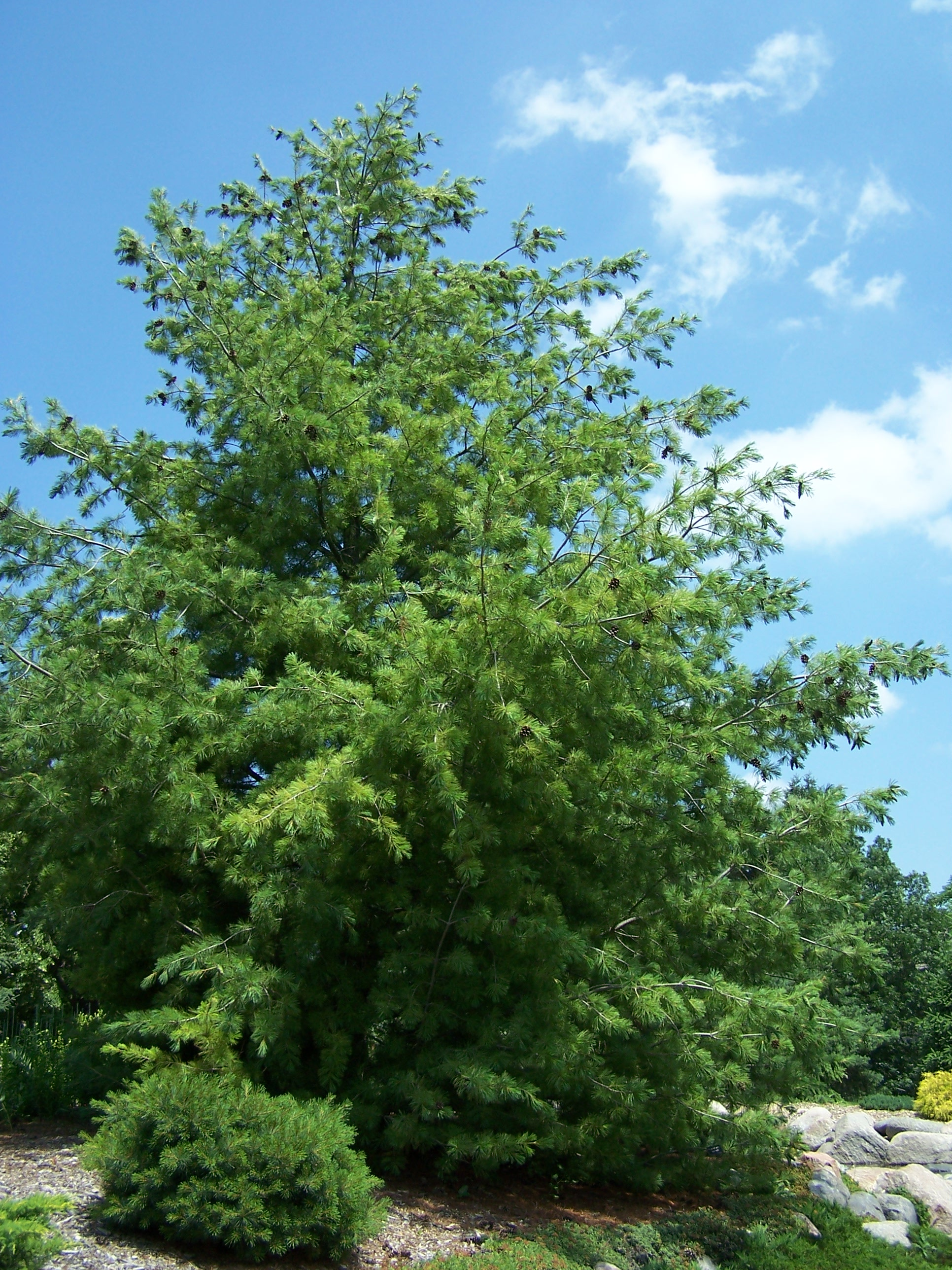
Makedon fenyő és japán fehérfenyő hibridje (Pinus peuce × P. parviflora) a Minnesotai Arborétumban

A fenyőfélék (ikermagvas fenyőfélék, egyes művekben erdeifenyő-félék; Pinaceae) a fenyőalakúak (Pinales) rendjének, sőt a tűlevelűek (Pinopsida) teljes osztályának legismertebb és legelterjedtebb, névadó családja mintegy 250, 10 nemzetségbe sorolt fajjal. A család monofiletikus jellegét a molekuláris elemzések egyértelműen bizonyították. Ugyancsak erre utal a visszafordult magkezdemény, a szinte mindig szárnyas mag, a proteint tartalmazó plasztidok a rostasejtekben és a többi fenyőben meglévő bioflavonoidok hiánya is.

## Fejlődésük története
A földtörténeti középidő közepén, a jurában alakultak ki, majd egész Laurázsiában elterjedtek. A mexikói földhíd kiemelkedése után egyes fajaik az Andok hegylánca mentén egészen Dél-Chiléig lejutottak. A zárvatermők kifejlődése után jelentősen visszaszorultak; faj- és egyedszámuk erőteljesen csökkent. Visszaszoruló jellegüket jelzi, hogy sok nemzetségük monotipikus. Ezzel együtt mindmáig a fenyők a Föld legnagyobb biomja, a tajga domináns fás szárú növényei.
Legtöbb ma élő fajuknak a mostanit megközelítő formája 60–65 millió éve alakult ki.

## Elterjedésük
Az északi flórabirodalomban erdőalkotó fák: az eurázsiai–boreális flóraterület uralkodó növényei. Több fajuk észak felé és a magas hegységekben is a fahatáron nő. Jellemzően a hűvösebb és csapadékosabb éghajlatú területek uralkodó növényei, mivel a mérsékelt, szubtrópusi és trópusi égöv kedvezőbb adottságú termőterületeiről a hatékonyabban fotoszintetizáló és így gyorsabban, hatékonyabban felújuló, fiatal korukban erőteljesebben növekedő lombfák rendszerint kiszorítják őket. Az északi félteke zordabb éghajlatú részein gyakran monodomináns erdőket alkotnak — ilyen a Föld legnagyobb területet foglaló növénytársulása, a tajga.
Másik jellemző termőterületük éppen ellenkezőleg, az arid éghajlatú vidéken alakult ki annak köszönhetően, hogy a fenyők xeromorf levélzete nemcsak a téli hideg, hanem a hosszú szárazság elviselésére is alkalmasabb a lombleveleknél. Észak-Amerika félsivatagos nyugati felén és Közép-Európa száraz homokjain (például a Duna-Tisza közén) egyaránt borókák és tűnyalábos fenyők (Pinus) fajok uralják a vegetációt.

## Megjelenésük, felépítésük
Tűleveleik szórtan, kettesével, hármasával, ötösével vagy sokadmagukkal csomókban vagy két sorba rendezetten (fésűsen), törpehajtásokon fejlődnek.
Rövid nyélen ülő porzós virágaik barkásak, a végük ívesen fölfelé görbül. A mikrosporofillumok fonákán két pollenzsákot hordanak (kivéve a vörösfenyőt és a duglászfenyő nemzetséget, valamint egyes hemlokfenyő (Tsuga) fajokat). Termős, úgynevezett tobozvirágzataik idővel elfásodnak; ezeken a meddő fedőpikkelyek ugyancsak csavarvonalban nőnek. Hónaljukban ülnek a termőpikkelyek, a tövükön két-két magkezdeménnyel, amelyek szája az alap felé fordul. A tobozok érés közben megnőnek; rajtuk könnyen felismerhetők a termőpikkelyekből kialakult tobozpikkelyek. A fedőpikkelyek a legtöbbször csökevényesek maradnak, egyes fajoknál meg is semmisülnek. A mag többnyire zászlós, a csírának 3–15 szálas szikje van. Minden fenyőféle ektomikorrhizás.
Az erdeifenyő és a többi tűnyalábos fenyő (Pinus) a rövidhajtásokon álló, pikkelylevelekkel övezett tűcsomókkal jellemezhető; a tűk száma rendszerint 2-5 (számuk fontos faji bélyeg). Az igen vastag termőpikkelyek csúcsukon pajzsszerű apofízist viselnek. Az jegenyefenyő (Abies) laposak levelei széles alappal illeszkednek a hajtáshoz. A felálló helyzetben növő magvas tobozok érés után széthullanak. A lucfenyők (Picea) szórtan álló tűi többé-kevésbé négyélűek, viszonylag vékony tobozpikkelyeik, nem hullanak le. A duglászfenyő (Pseudotsuga) tobozai könnyen felismerhetők hosszú meddőpikkelyeikről. A vörösfenyő (Larix) és a cédrus (Cedrus) levelei kétféle helyzetben fejlődnek: a hosszúhajtásokon szórtak, a rövidhajtásokon csomókban állanak.

## Életmódjuk
Sok (3–15) sziklevelük van.
A fajok többsége örökzöld; leveleiket folyamatosan váltják.  A vörösfenyő (Larix) és az aranyfenyő (Pseudolarix) lombhullató. A savanyú talajokat kedvelik, és lehulló leveleik (egy-egy tűlevél több évig élhet) el is savanyítják a talajt. Részben ennek köszönhetően, részben pedig azért, mert a fenyőerdő koronája nagyon jól zár és a talajszintre kevés fény jut le, a legtöbb fenyvesben jóformán nincs aljnövényzet. Éppen ezért a fák alsó ágai, amelyek már nem kapnak elég fényt, gyakran leszáradnak: zárt erdőségekben több fenyőfaj „felkopaszodik”.
A fenyőfélék kalcium-igénye sokkal kisebb a lombos fákénál; leveleikben mintegy nagyságrenddel kevesebb a kalcium, mint a lomblevelekben.
Többnyire május–augusztus között virágoznak; a nagy, két légzsákos pollen gyorsan kiülepszik a levegőből; gyakorlatilag nem allergén. A termő virágzatokban jól elkülönülnek a termő pikkelyek a meddő fedőpikkelyektől. Termőpikkelyenként két-két magkezdeményük fejlődik; a hártyás szárnyú magvak gyakran több év alatt érnek be.

## Szimbiózis a fonalas gombákkal és az átültetés
A fenyőféléknek, akárcsak a többi nyitvatermőnek, nincsenek hajszálgyökerei, ezért a víz és más tápanyagok felvételéhez fonalas gombák segítségére szorul, azokkal él szimbiózisban. Ennek a gombák és a növények között kialakult kölcsönösen előnyös együttélésnek, a mikorrhizának során a gombák behatolnak a gyökérbe, módosítják belső szerkezetét, kívülről pedig úgy körülveszik, mintha hajszálgyökerei lennének. A gomba így fotoszintézis nélkül jut a fenyők által előállított szerves anyagokhoz, a gombafonalak viszont nagyobb felszívási felületüket kihasználva a talajból szállítják a fenyőknek a tápanyagokat.
Ebből következik, hogy ezek a növények nehezen viselik az átültetést. Nem csak a gyökerek épségét kell megőrizni, hanem arról is gondoskodni kell, hogy ezeket a tápanyagszállító gombákat is vele ültessük, és arról is, hogy ezek ne száradjanak ki, életképesek maradjanak. Ezért szükséges, hogy a fenyőket földlabdával együtt ültessük át, mert akkor a fonalas gombákat is vele visszük. Ennek a földlabdának nem szabad kiszáradnia sem, mint az a karácsonykor a szoba száraz levegőjében tartott fenyőknél történni szokott: A kiszáradt földlabdájú fenyő életben maradásának csekély az esélye, és ha meg is marad, évekre visszaesik a fejlődésben.

## Rendszertani felosztásuk
A családot több rendszerben három alcsaládra osztották a tűlevelek száma alapján és aszerint, ahogy azok a hosszú-, illetve rövid hajtásokon elrendeződnek. A genetikai vizsgálatok kiderítették, hogy ennek a kényelmes és könnyen felfogható felosztásnak nincs genetikai alapja, ezért az egykori alcsaládokat most alakköröknek tekintik.
- jegenyefenyő-formák vagy egytűs fenyők (Abietoideae – Abies, Nothotsuga, Picea, Pseudotsuga, Tsuga): csak hosszúhajtásaik vannak, és ezeken nőnek a fésűsen álló tűlevelek; a levelek fonákán két viaszcsík húzódik. Termős tobozaik az első évben beérnek. Az egyes nemzetségek elkülönítésének alapja:
  - a tűlevelek szárhoz csatlakozásának típusa (elfásodott-e a nyél, milyen alakú a levélnyom),
  - a toboz állása, mérete, formája.

- vörösfenyőformák vagy tűcsomós fenyők (Laricoideae – Cedrus, Larix, Pseudolarix) hosszú- és rövidhajtásain egyaránt nőnek tűlevelek. A hosszúhajtásokon az első évben szórt állású tűlevelek fejlődnek, majd a második évtől ezek hónaljából nőnek ki a rövidhajtások. A vörösfenyők lombhullatók, a cédrusok örökzöldek.
- az erdeifenyő-formák vagy tűnyalábos fenyők (Pinoideae – Pinus) hosszúhajtásait bőrnemű pikkelylevelek borítják. Tűleveleik a rövidhajtásokon, a pikkelylevelek hónaljában nőnek. Örökzöldek; tobozaik két-három évig élnek, a tobozpikkelyek a csúcsukon kiszélesednek.

A molekuláris genetikai vizsgálatok kiderítették, hogy a család evolúciójában ezek a bélyegek (hajtás-, levél- és tobozmorfológia) konvergens jellegűek, azaz homoplasztikusak. Az új vizsgálatok szerint a cédrus (Cedrus) nemzetség az, amelyik az összes többinek testvércsoportja. Ezután egy erős dichotómia következik egyik oldalon a Pinus, Picea, Pseudotsuga és Larix, a másikon az Abies, Pseudolarix és Tsuga nemzetségekkel. Néhány kevésbé ismert taxon helyzete még bizonytalan.

## Felhasználásuk
A sok fenyőfaj gyorsan növő, egyenes törzsű puhafa, amit a faipar előszeretettel hasznosít. A pozdorjából készített termékeket a bútoripar is kedveli, emellett a papírgyártásnak is fontos nyersanyaga. Könnyű, gyantajáratokkal átjárt fája kitűnően ég.
A pikkelyesen hámló kérgű fajták kérgét kertekben a föld takarására használják.
Örökzöld leveleik az állandóságot, az életigenlést, a fogyhatatlan energiát szimbolizálják. Gyantájuk és illóolajaik miatt nemcsak az ókori görögök és rómaiak hasznosították őket, de az európai középkorban is kedvelték különböző fajtáikat. Az ágak, magok, rügyek főzetével (a fürdővízhez adva) a köszvényt, a krónikus reumát, az ízületi- és izomfájdalmakat kezelték, de emellett idegnyugtató hatású is. Máig gyakoriak a különféle fenyőillatú samponok és habfürdők. Főzetének inhalálásával hagyományosan a tüdő és a légzőszervek betegségeit gyógyítják.
A modern természetgyógyászatban a főzettel (belsőleg, mézzel):
- légúti megbetegedéseket,
- torokgyulladást
- meghűlést,
- epehólyag-gyulladást,
- veseköveket,
- gyomor- és bélbántalmakat

kezelnek, továbbá lázcsillapítóként is használják. Inhalálással a tüdő betegségeit, valamint a homloküreg gyulladását kezelik, öblögetéssel pedig a torokgyulladást. Az erdeifenyő fürdőjét köszvény, izzadás és lábizzadás ellen tartják hatásosnak.